# Gaio Asinio Pollione (console 23)
Gaio Asinio Pollione (in latino: Gaius Asinius Pollio; 10 a.C. – dopo il 39) è stato un magistrato romano, console dell'Impero romano.

## Biografia

### Origini familiari
Pollione apparteneva alla gens Asinia, una famiglia di recente nobiltà proveniente da Teate Marrucinorum e assurta ai massimi onori in età triumvirale. Il nonno di Pollione era stato il grande generale, oratore e storico omonimo, Gaio Asinio Pollione, fiero sostenitore di Marco Antonio e console nel 40 a.C. Figlio di questi e di Quinzia, figlia del proscritto suicida Lucio Quinzio, fu Gaio Asinio Gallo, intimo di Augusto, console ordinario nell'8 a.C. e avversario di Tiberio, morto di inedia nel 33 dopo tre anni di insostenibili arresti dovuti alla sua vicinanza con Agrippina maggiore. Pollione, nato probabilmente nel 10 a.C., era il figlio maggiore di Gallo e di Vipsania Agrippina, figlia del grande generale e collaboratore di Augusto Marco Vipsanio Agrippa e prima adorata moglie di Tiberio; suoi fratelli erano Marco Asinio Agrippa, console ordinario nel 25 e morto nel successivo 26; Asinio Salonino, promesso sposo di una delle nipoti di Tiberio figlie di Germanico, ma morto prematuramente nel 22; Asinio Gallo, esiliato da Claudio in seguito ad una congiura ai suoi danni nel 46; e Servio Asinio Celere, console suffetto nel 38 e ucciso nella prima metà del 47. Inoltre, non di secondaria importanza è che fratellastro uterino di questi, nato da Vipsania Agrippina e Tiberio, era Druso minore, secondo erede del padre al principato, morto nel 23.

### Carriera
I primi passi della carriera di Pollione, senza dubbio favorita dall'importante ascendenza degli Asinii e dei Vipsanii, non sono noti: se un'importante iscrizione funeraria relativa ad un Asinio che fu Xvir stlitibus iudicandis e quaestor Tiberi Caesaris Augusti non sembra riferibile a lui, ma piuttosto al fratello Asinio Gallo o Servio Asinio Celere, allo stesso modo non è certo che un'iscrizione eretta dal popolo di Atene che onora un Gaio Asinio, figlio di Gaio, pretore designato si riferisca a lui o al padre Gaio Asinio Gallo.
È invece certo che Pollione sia stato pretore peregrino nel 20, come anche che sia stato console ordinario dopo brevissimo tempo, nel 23, ricoprendo la carica per l'intero anno insieme a Gaio Antistio Vetere, che già era stato con lui pretore urbano, e, per la seconda metà dell'anno, a Gaio Stertinio Massimo. Con Stertinio Pollione assisté alla morte del fratello uterino Druso minore - per il cui dolore i due consoli si erano seduti in seggi comuni per poi essere riportati alla loro dignità da Tiberio, e per cui fu emanato un senatusconsultum che configurava una lunga serie di onori -, di Germanico Gemello e Lucilio Longo, rispettivamente figlio, nipote e caro amico di Tiberio, come anche alla rifioritura della casa di Germanico nella figura di Nerone Cesare, e dovette senza dubbio rinnovare l'atavica concessione del diritto d'asilo al Tempio di Hera di Samo, i cui abitanti onorarono i consoli e il princeps con epigrafi nella zona templare, come anche al santuario di Asclepio a Cos.
Alla fine degli anni 20, i rapporti, già non pacifici in passato, tra Tiberio e il padre di Pollione, Gaio Asinio Gallo, peggiorarono drasticamente: la carriera di Pollione, così come dei suoi fratelli ancora in vita, dovette perciò subire una battuta d'arresto, che in tutta probabilità durò fino alla morte di Tiberio.
Con l'ascesa al potere di Caligola, cugino di Pollione (le rispettive madri, Agrippina maggiore e Vipsania Agrippina, erano sorelle) e devoto alla memoria dei genitori Germanico e Agrippina, di cui il padre di Pollione, Gaio Asinio Gallo, era stato un sostenitore, la carriera di Pollione e dei suoi fratelli poté riprendere. Pollione fu così estratto a sorte per l'importante incarico di proconsole d'Asia, con ogni probabilità nell'anno 38/39: numerose monete ri-coniate nel koinon della provincia attestano il suo incarico, e lo vedono rispettoso della memoria dell'amicizia tra il fratellastro Druso minore e il padre di Caligola, Germanico.
Probabilmente proprietario di figlinae le cui tegole sono state ritrovate a Tusculum e a Roma, Pollione, di cui è incerto se abbia avuto una figlia, scompare dalla storia dopo il suo proconsolato in Asia.